# Aldisa trimaculata
Aldisa trimaculata là một loài mang trần thuộc liên họ Doridoidea. Nó là động vật thân mềm chân bụng sống ở biển thuộc họ Dorididae.

## Hình ảnh

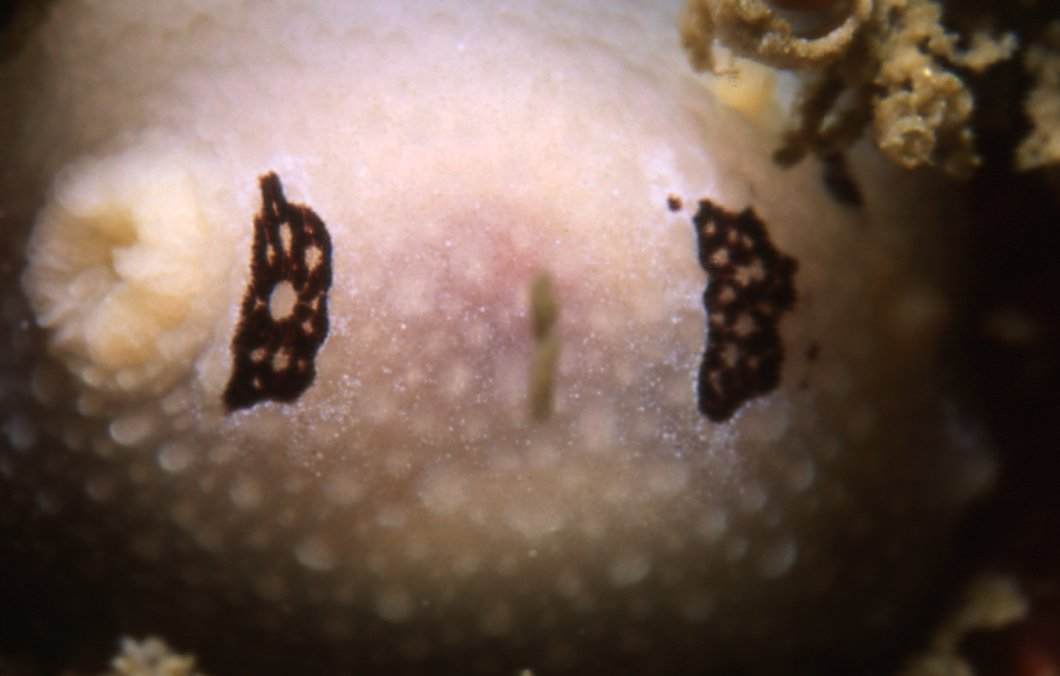
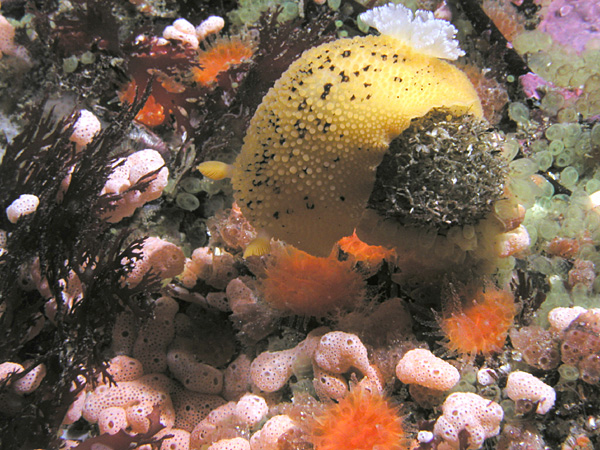
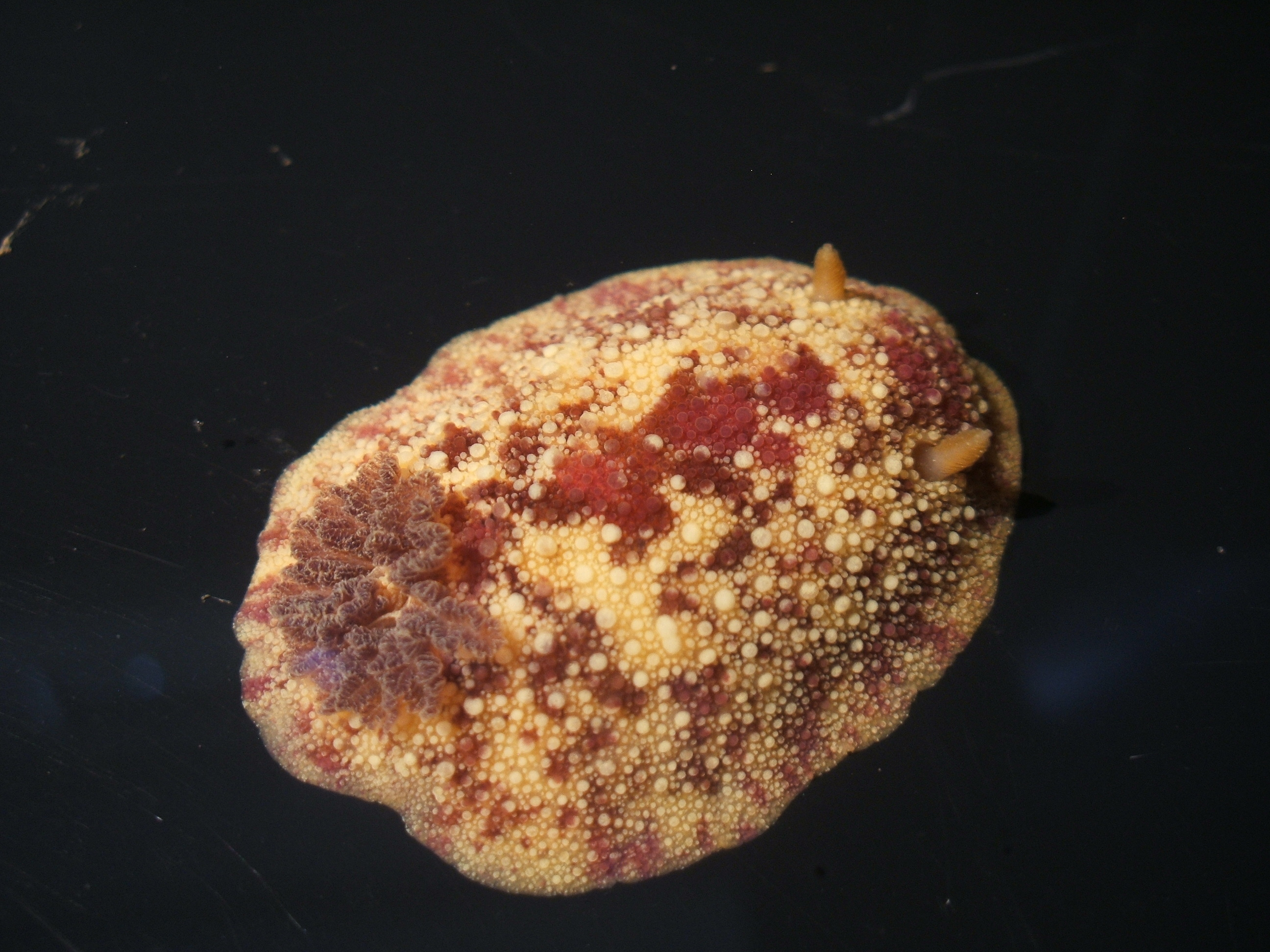
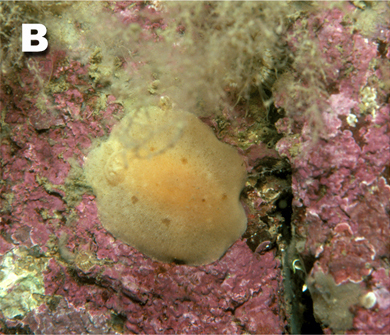